# Cambria (California)
Cambria è un census-designated place della contea di San Luis Obispo nello stato della California.
Secondo il censimento del 2010 gli abitanti erano 6 032. Situata tra San Francisco e Los Angeles, la principale attività economica di questa località è il turismo, grazie alle spiagge che si affacciano sull'oceano Pacifico.